# Przygody Jackie Chana
Przygody Jackie Chana (ang. Jackie Chan Adventures) – amerykański serial animowany o przygodach aktora Jackiego Chana.
Serial opowiada o zmaganiach Jackiego, jego rodziny oraz przyjaciół z siłami złej magii. Był emitowany w Polsacie w wersji z polskim lektorem, którym był Piotr Borowiec.

## Odcinki
Serial składa się z 5 serii: I – 13 odcinków, II – 39 odcinków, III – 17 odcinków, IV i V – po 13 odcinków; łącznie 95 odcinków.